# جيمس ماكاي
جيمس ماكاي هو محامي وضابط وسياسي أمريكي، ولد في 25 يونيو 1919 في فيرفيلد في الولايات المتحدة، وتوفي في 2 يوليو 2004 في تشاتانوغا في الولايات المتحدة. نشط حزبياً في الحزب الديمقراطي. وقد انتخب عضو مجلس النواب الأمريكي ‏.